# Pseudoscalibregma pallens
Pseudoscalibregma pallens är en ringmaskart som beskrevs av Levenstein 1962. Pseudoscalibregma pallens ingår i släktet Pseudoscalibregma och familjen Scalibregmatidae. Inga underarter finns listade i Catalogue of Life.